# 鹿児島県道51号宮之城加治木線
鹿児島県道51号宮之城加治木線（かごしまけんどう51ごう みやのじょうかじきせん）は、鹿児島県薩摩郡さつま町から姶良市に至る県道（主要地方道）である。

## 概要
薩摩郡さつま町広瀬から薩摩川内市を経由し姶良市加治木町木田に至る。
薩摩郡さつま町の佐志地区から国道504号を離れ、薩摩川内市のうち祁答院地区を南下し藺牟田で鹿児島県道42号川内加治木線に合流する。藺牟田から終点の姶良市までは鹿児島県道42号川内加治木線の重用区間となる。
現在の路線は1972年（昭和47年）3月24日に鹿児島県告示293号により認定された。

### 路線データ
- 起点：鹿児島県薩摩郡さつま町広瀬（佐志交差点、国道504号交点）
- 終点：鹿児島県姶良市加治木木田（みろく交差点、国道10号交点、鹿児島県道42号川内加治木線終点）

## 歴史
- 1972年（昭和47年）3月24日 - 鹿児島県告示293号により路線認定[2]。
- 1993年（平成5年）5月11日 - 建設省から、県道宮之城加治木線が宮之城加治木線として主要地方道に指定される[3]。

## 路線状況

### 重複区間
- 鹿児島県道42号川内加治木線（薩摩川内市祁答院町藺牟田・浦川内交差点 - 姶良市加治木町木田・みろく交差点（終点））
- 鹿児島県道391号下手山田帖佐線（姶良市三拾町・山田口交差点 - 姶良市鍋倉・米山交差点）

## 地理

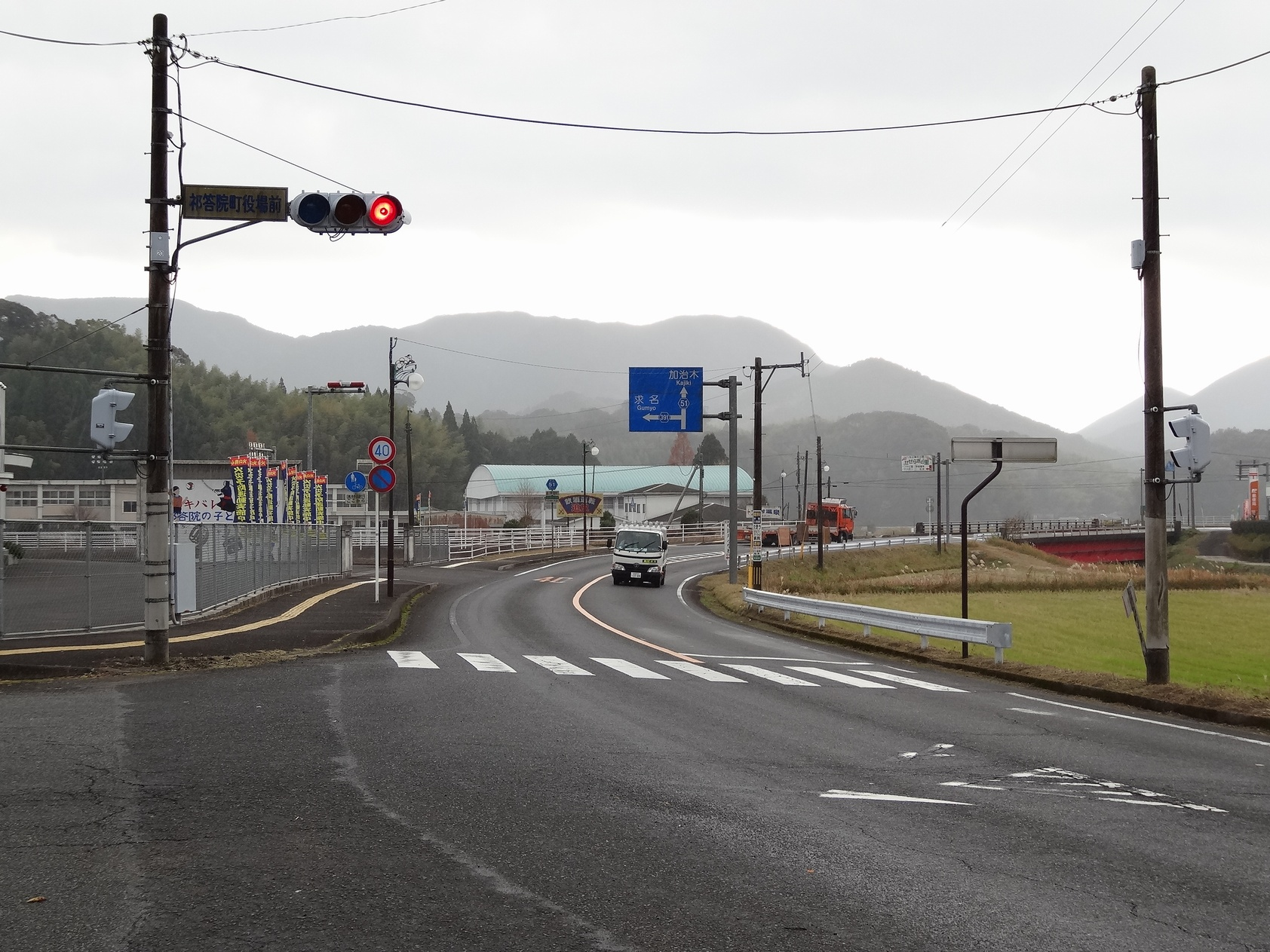
薩摩川内市祁答院支所前（姶良市方面）

### 通過する自治体
- 薩摩郡さつま町
- 薩摩川内市
- 姶良市

### 交差する道路
| 交差する道路                                     | 市町村名   | 市町村名   | 交差する場所   | 交差する場所        |
| ------------------------------------------------ | ---------- | ---------- | -------------- | ------------------- |
| 国道504号                                        | 薩摩郡     | さつま町   | 広瀬           | 佐志交差点 / 起点   |
| 鹿児島県道462号堂山宮之城線                      | 薩摩郡     | さつま町   | 広瀬           |                     |
| 鹿児島県道406号宮之城祁答院線                    | 薩摩川内市 | 薩摩川内市 | 祁答院町下手   |                     |
| 鹿児島県道391号下手山田帖佐線                    | 薩摩川内市 | 薩摩川内市 | 祁答院町下手   |                     |
| 鹿児島県道333号川内祁答院線                      | 薩摩川内市 | 薩摩川内市 | 祁答院町下手   |                     |
| 鹿児島県道396号薩摩祁答院線                      | 薩摩川内市 | 薩摩川内市 | 祁答院町藺牟田 |                     |
| 鹿児島県道42号川内加治木線 重複区間起点          | 薩摩川内市 | 薩摩川内市 | 祁答院町藺牟田 | 浦川内交差点        |
| 鹿児島県道211号小山田川田蒲生線                  | 姶良市     | 姶良市     | 蒲生町北       |                     |
| 鹿児島県道463号浦蒲生線                          | 姶良市     | 姶良市     | 蒲生町上久徳   |                     |
| 鹿児島県道40号伊集院蒲生溝辺線                   | 姶良市     | 姶良市     | 蒲生町上久徳   |                     |
| 鹿児島県道25号鹿児島蒲生線                       | 姶良市     | 姶良市     | 蒲生町上久徳   |                     |
| 鹿児島県道446号十三谷重富線                      | 姶良市     | 姶良市     | 増田           |                     |
| 鹿児島県道391号下手山田帖佐線 重複区間起点       | 姶良市     | 姶良市     | 三拾町         | 山田口交差点        |
| 鹿児島県道391号下手山田帖佐線 重複区間終点       | 姶良市     | 姶良市     | 鍋倉           | 米山交差点          |
| 国道10号 鹿児島県道42号川内加治木線 重複区間終点 | 姶良市     | 姶良市     | 加治木町木田   | みろく交差点 / 終点 |

### 沿線
- 薩摩川内市立大軣小学校
- 薩摩川内市立祁答院中学校
- 姶良市立西浦小学校
- 姶良市立蒲生中学校
- 姶良市立蒲生小学校
- 鹿児島県立蒲生高等学校
- 姶良市立帖佐小学校